# Ончул, Димитрий

Бюст Д. Ончула во дворе Национального архива Румынии в Бухаресте

Димитрий (Димитрие) Ончул (рум. Dimitrie Onciul; 26 октября / 7 ноября 1856, Стража, Молдавское княжество (ныне Сучава, Румыния) — 20 марта 1923, Бухарест) — румынский историк, педагог, доктор философии, профессор Бухарестского университета, директор Государственного архива Румынии, первый председатель Геральдической консультативной комиссии.
Действительный член Румынской академии.

## Биография
Образование получил в Черновицком и Венском университетах.
В 1884 году получил степень доктора философии в Черновицком университете. Читал лекции в Бухарестском университете. Среди его именитых учеников Александру Росетти.
Академик. Действительный член Румынской академии с 1905 года, президент Академии в 1920—1923 годах.

## Научная деятельность
Вместе с Йоаном Богданом основал научную школу румынской историографии, которая критически подходила к истории. Занимался вопросом этногенеза румын, демонстрируя формирование румынского народа на обширной территории по обе стороны Дуная, отвергал теорию средневековой миграции румын с Балканского полуострова.
Бо́льшая часть его работ посвящена формированию ранних румынских феодальных государств. Д. Ончул стремился отделить средневековые реалии от политики XX-го века. Среди его работ «Драгош и Богдан» (1884), «Вокруг истории Буковины» (1887), «Вокруг истории румын из Марамуреша» (1890), «История Буковины до присоединения к Австрии» (1890), «Папа Формоз в нашей исторической традиции», «Историческая традиция и вопрос о румынском происхождении», «Истоки румынских княжеств», «Румыны в Дакии Траяна до основания княжеств», «Из истории Румынии»(1906) и другие.

## Избранные труды
- Teoria lui Roesler. Studii asupra stăruinții românilor în Dacia Traiană (1885)
- Radu Negru și originile Principatului Țării Românești (1890—1892)
- Originile Principatelor Române (1899)
- Ideea latinității și a unității naționale (1919)
- Tradiția istorică în chestiunea originilor române (1906—1907)

## Память
- Румынская Академия учредила премию за работы в области историографии, названную его именем, известную как «Премия Димитрие Ончула»[3].
- Именем академика названа улица Strada Dimitrie Onciul в Бухаресте.
- В 1926 году установлен бронзовый бюст во дворе Национального архива Румынии в Бухаресте.